# Nadia Moussaoui
Pour les articles homonymes, voir Moussaoui.
Nadia Moussaoui, née le 18 février 1982 à Hayange, est une lutteuse franco-algérienne.

## Carrière
Sous les couleurs françaises, Nadia Moussaoui  termine 11e des Mondiaux juniors 2001 dans la catégorie des moins de 58 kg, 8e des Championnats d'Europe juniors 2002 dans la catégorie des moins de 63 kg et 14e des Championnats du monde 2002 dans la même catégorie.
Sous les couleurs de l'Algérie, elle termine 4e des Championnats d'Afrique 2006 dans la catégorie des moins de 63 kg. Elle est ensuite médaillée de bronze des Championnats d'Afrique 2007 et des Championnats d'Afrique 2012, respectivement dans les catégories des moins de 59 kg et des moins de 63 kg.